# Волконский, Пётр Михайлович (1861)
Князь Пётр Миха́йлович Волко́нский (17 (29) сентября 1861, Санкт-Петербург — 11 сентября 1947, Париж) — представитель рода Волконских, камергер, предводитель дворянства Балашовского уезда, участник Первого и учредительного собора Российской католической церкви 1917 года в Петрограде. После Октябрьской революции — деятель Русского апостолата в Зарубежье. 

## Биография
Пётр Михайлович Волконский родился 17 (29) сентября 1861 года в Санкт-Петербурге. Его отец — князь Михаил Сергеевич Волконский, сын декабриста Сергея Григорьевича Волконского; мать — светлейшая княжна Елизавета Григорьевна Волконская (1838—1897), внучка генерал-фельдмаршала Петра Михайловича Волконского; брат — Сергей Михайлович. 
Его взгляды на вопросы веры формировались в юности под сильным влиянием матери и В. С. Соловьёва. Тем не менее, несмотря на то, что Елизавета Григорьевна перешла в католичество (1887), он остался православным.
Окончил Ларинскую гимназию (в 1881) и Санкт-Петербургский университет (юридический факультет). Служил в Министерстве юстиции, состоял чиновником для особых поручений при министре. Дослужился до чина статского советника, состоял в придворном звании камер-юнкера. Имел ордена Святого Владимира 4-й степени и Святого Станислава 2-й степени.
Во время Первой мировой войны Волконский находился на фронте, работая в одной из организаций Всероссийского земского союза, состоял уполномоченным Российского Общества Красного Креста. 15 мая 1915 года «за энергичное и самоотверженное руководство вывозом раненых во время боев под гор. Лодзью и затем при наступлении германцев на гор. Варшаву» приказом Верховного главнокомандующего великого князя Николая Николаевича награждён Георгиевской медалью 1-й степени № 251. 
После Февральской революции 1917 года был среди тех, кто способствовал признанию Временным правительством Русской католической церкви византийского обряда. Участник Первого и учредительного собора Российской католической церкви 1917 года в Петрограде, один из создателей петроградского Общества поборников воссоединения Церквей (1917—1918). Эмигрировал через несколько лет после Октябрьской революции.
Принял католичество в Константинополе. В 1931—1937 годах работал в архиве католического митрополита Андрея Шептицкого, где занимался сбором и систематизацией материалов, касающихся русского католического движения XX века, работал над трудом «Униональное движение в России». Перед смертью свою работу передал в парижский доминиканский центр «Istina». Умер 11 сентября 1947 года в Париже. Публиковался в Католический вестник Русской епархии византийско-славянского обряда в Маньчжурии.

### Семья
Жена, с 23 мая 1890 года — княжна Елизавета (Екатерина) Алексеевна Шаховская (1867—19 ?), дочь генерала от инфантерии князя Алексея Ивановича Шаховского; кавалерственная дама ордена Св. Екатерины (меньшего креста). Сын — князь Михаил Петрович Волконский.
Братья Петра Волконского, каждый по-своему, также оставили яркий след в истории России. Владимир Михайлович Волконский (1868—1953) был вице-председателем Государственной Думы при председателях Хомякове и Родзянке. Действительный статский советник, был удостоен придворного звания «в должности егермейстера». Впоследствии — товарищ министра внутренних дел, «пережил» на этом посту четырёх министров, причем Николай II говорил каждому новому министру: «Берегите Волконского». Брат Сергей Михайлович (1860—1937) — российский театральный деятель, режиссёр, литератор; статский советник, был удостоен придворного звания «в должности гофмейстера». Другой брат Александр Михайлович Волконский (1866—1934) в конце жизни принял сан католического священника, автор книг «Католицизм и священное предание Востока» и других.